# Maisach
Maisach è un comune tedesco di 12 697 abitanti, situato nel land della Baviera.